# Підприємство колективної власності
Підприємство колективної власності — це корпоративне або унітарне підприємство, що діє на основі колективної власності засновника(ів). Підприємствами колективної власності є:
- виробничі кооперативи;
- підприємства споживчої кооперації;
- підприємства громадських організацій;
- підприємства релігійних організацій;
- інші підприємства, передбачені законом.[1]

Згідно із Класифікацією організаційно-правових форм господарювання, затвердженою наказом Держспоживстандарту України від 28.05.2004 N97, така організаційно-правова форма господарювання як колективне підприємство з 31.03.2004 р. не існує.